# Smallingerland
Smallingerland é um município dos Países Baixos, situado na província da Frísia. Tem 126,17 km² de área e sua população em 2020 foi estimada em 56.181 habitantes.